# Marian Saastad Ottesen
Marian Saastad Ottesen (* 24. November 1975 in Florø, Norwegen) ist eine norwegische Schauspielerin, die sowohl an Film- und Fernsehproduktionen mitwirkt, als auch im Theater auftritt.

## Leben
Im Rahmen des Kosmorama-Filmfestivals erhielt sie 2007 den Preis als „Beste Hauptdarstellerin“ für ihre Rolle in dem Film Tatt av kvinnen. Einem internationalen Publikum ist sie durch ihre Rollen in den Filmen Elling – Lieb mich morgen und Die Kunst des negativen Denkens sowie den Netflix-Serien Lilyhammer und Norsemen bekannt.
Sie war zweimal für den Filmpreis Amanda als „Beste Hauptdarstellerin“ nominiert; 2006 für ihre Rolle in Elling – Lieb mich morgen, 2008 für Tatt av kvinnen.
Seit 2018 ist sie mit dem Schauspieler Nils Jørgen Kaalstad verheiratet.

## Filmografie

### Film
- 2002: Anolit
- 2003: Fia og klovnene
- 2003: Franks prolaps
- 2005: Elling – Lieb mich morgen (Elsk meg i morgen)
- 2006: Die Kunst des negativen Denkens (Kunsten å tenke negativt)
- 2006: Alene menn sammen
- 2007: Tatt av kvinnen
- 2013: Her
- 2014: Doktor Proktors Pupspulver
- 2024: Love (Kjærlighet)

### Fernsehen
- 2001: Nissene på låven
- 2001: Fox Grønland
- 2002: Lekestue
- 2005: Store studio
- 2005: Først & sist
- 2011: Nissene over skog og hei
- 2012–2014: Lilyhammer
- 2013: Moving On – Visiting Order
- 2013: Torsdag kveld fra Nydalen
- seit 2016: Norsemen (Vikingane)
- 2018: Det kunne vært verre
- 2019: Heimebane